# Moorslede
Moorslede est une commune néerlandophone de Belgique située en Région flamande dans la province de Flandre-Occidentale.

## Géographie
Outre Moorslede-centre, la commune de Moorslede comprend la commune fusionnée de Dadizele. Le village de Dadizele se situe à un peu plus de cinq kilomètres au sud du centre de Moorslede. Entre les deux se trouve, sur le territoire de Moorslede, le petit village de Slypskapelle.

### Carte

Moorslede, communes fusionnées et voisines. Les zones en jaune représentent les agglomérations.

### Sections de la commune
| # | Section       | Superf. (km2) | Habitants (2020) | Habitants par km2 | Code INS |
| - | ------------- | ------------- | ---------------- | ----------------- | -------- |
| 1 | Moorslede (I) | 29,54         | 7 604            | 257               | 36012A   |
| 2 | Dadizele (II) | 5,91          | 3 836            | 649               | 36012B   |

### Communes limitrophes
- a. Roulers (ville de Roulers)
- b. Rumbeke, et le hameau de Beitem (ville de Roulers)
- c. Ledegem (commune de Ledegem)
- d. Moorsele (commune de Wevelgem)
- e. Geluwe (ville de Wervicq)
- f. Beselare (commune de Zonnebeke)
- g. Passendale (commune de Zonnebeke)

## Héraldique
|  | La commune possède des armoiries qui lui ont été octroyées le 12 février 1968, confirmés le 21 juin 1978 et octroyées à nouveau le 4 avril 1995. Elles ont été octroyées à nouveau après la fusion avec Dadizele. En 1995, l'image officielle et le blason ont été modifiés, mais la composition en tant que telle n'a jamais changé. Les armoiries montrent les armes de la famille de Croix, des seigneurs de Moorslede et de Dadizele depuis 1693. Les armoiries de la famille ont également été utilisées par le conseil communal et la paroisse pendant tout le XVIIIe siècle, comme en témoigne un sceau datant de 1715. La croix est un meuble. La bannière de (droite ?) montre les armes du domaine Dadizele. Blasonnement : D'argent à une croix d'azur. L'écu sommé d'un couronne à treize perles dont rois surélevées et soutenu par deux lions regardant à la queue d'or, armés et lampassés de gueules, tenant chacun une bannière, dextre: les armes de l'écu, Sénestre: De sinople à dix losanges d'argent, posés 3,3,3 et 1. Source du blasonnement : Heraldy of the World. |

## Histoire
Pendant la Première Guerre mondiale, des troupes françaises ont cantonné en octobre 1918 à Moorslede et dans les environs.

## Démographie

### Évolution démographique: avant la fusion des communes
- Sources : INS, Rem. : 1831 jusqu'en 1970 = recensements, 1976 = nombre d'habitants au 31 décembre[4].

### Évolution démographique: commune fusionnée
En tenant compte des anciennes communes entraînées dans la fusion de communes de 1977, on peut dresser l'évolution suivante :
- Source : DGS, de 1831 à 1981 = recensements population ; à partir de 1990 = nombre d'habitants chaque 1er janvier[5].

## Personnalités nées ou liées à Moorslede
- Désiré De Haerne (1804-1890) y fut vicaire ;
- Constant Lievens (1856-1893), prêtre jésuite, et 'apôtre du Chota Nâgpur' (Inde), est né à Moorslede (où il a sa statue[6]) ;
- Cyrille Van Hauwaert (1883-1974), coureur cycliste professionnel ;
- Jules Masselis (1886-1965), coureur cycliste professionnel ;
- Briek Schotte (1919-2004), a été champion du monde du cyclisme sur route en 1950 pour la deuxième fois à Moorslede ;
- Joseph Depraeter (1937- ), coureur cycliste né le 12 mars 1937 à Moorslede ;
- Patrick Lefevere (1955- ) : ancien coureur cycliste puis directeur sportif et ancien président de l'AIGP. Il est aujourd'hui directeur sportif de l'équipe Quick Step.